# Чалумна
Чалумна (коса: Tyolomnqa) — река в Восточно-Капской провинции ЮАР.
Длина реки — приблизительно 78 км, площадь водосбора — 441 км². Образуется слиянием рек Кугвала (на западе) и Мтёло (на востоке). Впадает в Индийский океан у пляжа Кайзера (устье расположено примерно в 45 км к юго-западу от устья Буффало в Ист-Лондоне). Притоки: левые — Ньятора, Нксвашу, Куру, Мпинцо; правые — Роде, Твеку, Цаба. В реке распространён угорь Anguilla mossambica.

## История
В устье реки в 1938 году капитан Хендрик Гусен выловил улов рыбы, одну из которых сохранила Марджори Куртене-Латимер. Позже эту рыбу идентифицировали как целаканта, вид, который ранее считался давно вымершим и в то время был известен только по окаменелостям. После открытия название реки Чалумна стало частью научного названия вида Latimeria chalumnae.
Исторически река Чалумна формировала северную границу бывшей береговой линии бантустана Сискей до 27 апреля 1994 года, когда все политические районы эпохи апартеида были вновь включены в состав ЮАР.